# WeNet
WeNet – dostawca usług marketingu internetowego. Specjalizuje się w rozwiązaniach cyfrowych dla małych i średnich firm (MŚP). Oferuje usługi w zakresie tworzenia stron internetowych, e-commerce, SEO, SEM, marketingu w mediach społecznościowych oraz hostingu. Z usług WeNet korzysta ok. 50 000 przedsiębiorców. Firma działa w 19 lokalizacjach w Polsce. Ma ponad 1 000 pracowników.

## Historia
- 2017: Powstaje firma oraz marka WeNet
- 2019: Przejęcie firmy i-host, zajmującej się hostingiem[4]
- 2020: Dołączenie spółki The Point We Care About Your Customers (właściciela czater.pl) i kupno udziałów w favore.pl
- 2021: Przedstawienie marki WeNet jako Twojego Doradcy Internetowego[5]
- 2023: Spółka WebWave, największy na polskim rynku kreator stron internetowych, dołącza do marek Grupy WeNet[6]
- 2024: Dołączenie Grupy Semergy, czyli pięciu spółek świadczących usługi marketingu internetowego: Sunrise Systems, Artefakt, Widzialni.pl, Semahead oraz Grupa TENSE, do portfolio spółek należących do Grupy WeNet S.A.[7]

## Usługi
WeNet oferuje między innymi:
- Tworzenie i zarządzanie stronami internetowymi: firma zaprojektowała ponad 30 000[8] stron WWW,
- E-commerce: rozwiązania sklepowe z integracjami systemów płatności i logistycznych,
- Marketing cyfrowy: usługi SEO, kampanie reklamowe w mediach społecznościowych i na platformach, takich jak Google i Bing,
- Marketing lokalny online[9], w tym optymalizację i zarządzanie Profilem Firmy w Google

## Partnerstwa i osiągnięcia
WeNet współpracuje ze Związkiem Pracodawców Branży Internetowej IAB Polska oraz europejską organizacją SIINDA (Search & Information Industry Association), zrzeszającą firmy zajmujące się marketingiem cyfrowym. Uczestniczy w programach Microsoft Advertising Partner, Google Partners, PrestaShop Partner oraz Firma Przyjazna Klientowi.
W 2024 roku WeNet został wyróżniony w raporcie MCI Capital, Bain & Company oraz ART OF NETWORKING jako jedna z TOP 50 AI Driven Companies w Europie Środkowo-Wschodniej, dzięki wdrażaniu innowacyjnych rozwiązań opartych na sztucznej inteligencji.
W 2025 WeNet został ujęty w raporcie "TOP 100 CEE Digital Champions 2025", klasyfikującym stu najbardziej innowacyjnych podmiotów cyfrowych Europy Środkowo-Wschodniej. Wśród 39 obecnych w zestawieniu polskich firm znalazły się m.in. Allegro, InPost oraz Benefit Systems.

## Ambasadorzy
Ambasadorami firmy są: Robert Korzeniowski, czterokrotny mistrz olimpijski w chodzie sportowym, Maja Włoszczowska, wicemistrzyni olimpijska w kolarstwie górskim, oraz Aleksandra Mirosław (od 2024).

## Społeczna odpowiedzialność
WeNet angażuje się w inicjatywy na rzecz rozwoju lokalnych społeczności i wspiera przedsiębiorczość poprzez edukację oraz programy wsparcia dla start-upów. Od 2012 prowadzi Akademię e-marketingu, której celem jest edukacja przedsiębiorców w zakresie nowoczesnych narzędzi marketingowych i technik promocyjnych. Akademia oferuje bezpłatne szkolenia, webinary oraz warsztaty prowadzone przez ekspertów z branży. Szkolenia te odbywają się w największych miastach w Polsce. Akademia jest wspierana przez wielu partnerów i stowarzyszeń, w tym Krajową Izbę Gospodarczą.

## Kontrowersje
Część klientów firmy zgłasza zastrzeżenia do sposobu pozyskiwania przez firmę klientów, wskazując na kształtowanie praw i obowiązków klientów w sposób sprzeczny z dobrymi obyczajami.